# Bundesmarine

Dienstflagge der Seestreitkräfte
(Flagge und Gösch der Kriegsschiffe)

Bundesdienstflagge
(Flagge aller Bundesdienststellen und der Hilfsschiffe der Marine)

Bundesmarine war bis zur Wiedervereinigung 1990 die inoffizielle Bezeichnung für die Seestreitkräfte der Bundesrepublik Deutschland. Bis 1995 organisierte sich die Marine als gesamtdeutsche Teilstreitkraft der Bundeswehr neu und firmierte anschließend unter dem Namen Deutsche Marine. Diese Bezeichnungen wurden und werden auch auf den entsprechenden Mützenbändern verwendet.
Während der deutschen Teilung bestand in West-Deutschland der politische Wille einer klaren Abgrenzung zur Volksmarine der DDR, sodass der Begriff „Bundesmarine“, auch um eine Unterscheidung im internationalen Vergleich wie etwa innerhalb der NATO zu erlangen, verwendet wurde.
Geschichtlich wurde der Begriff Bundesmarine fälschlicherweise auch für die Reichsflotte von 1848 verwandt. Die Marine des Norddeutschen Bundes hieß hingegen anfangs tatsächlich Norddeutsche Bundesmarine. Im Folgenden wird unter Bundesmarine die Marine der Bundesrepublik Deutschland zwischen 1956 und 1990 verstanden.

## Geschichte

### Deutsche Seeverbände nach 1945
Nach Beendigung des Zweiten Weltkrieges wurde Deutschland entmilitarisiert. Unter alliiertem Oberkommando sind noch einige Kleinverbände der ehemaligen Kriegsmarine zum Minenräumen vor den deutschen Küsten verwendet worden. Der größte von ihnen war der bis 1947 bestehende Deutsche Minenräumdienst (German Minesweeping Administration, GMSA). Kleinere Verbände mit Zoll-, Polizei- und Minenräumaufgaben bestanden bis 1956 fort und bildeten einen personellen und materiellen Grundstock für die Bundesmarine. Die zuvor unter britischer Führung stehende so genannte Schnellbootgruppe Klose konnte als Kern einer neuen Schnellbootwaffe übernommen werden.

### Vorüberlegungen für die Bundesmarine
Konzeptionelle Vorarbeiten für eine neue Marine waren bereits zwischen 1949 und 1952 in dem für die US-Marine arbeitenden Naval Historical Team (NHT) geleistet worden. Bereits kurz nach der Gründung der Bundesrepublik Deutschland 1949 ließ Bundeskanzler Adenauer geheime Überlegungen zur Aufstellung von Streitkräften anstellen, die hinsichtlich der Marine mit denen des NHT übereinstimmten. Sie wurden in der Himmeroder Denkschrift festgehalten und später noch einmal im NHT ergänzt. Bei einem Personalumfang von 15.000 bis 20.000 Mann sollte die neue Marine vor allem über kleinere Fahrzeuge wie Minensuchboote, Schnellboote, Geleitboote und große Torpedoboote verfügen. Außerdem waren 24 kleine U-Boote und leichte Marinefliegerkräfte vorgesehen. Davon abweichend sahen die Planungen für den deutschen Marineanteil im Rahmen der Europäischen Verteidigungsgemeinschaft (EVG) erheblich kleinere Kräfte und Fahrzeuge vor. Es waren nur etwa 11.500 aktive Soldaten und 12.000 Reservisten geplant. Größte Einheiten sollten Geleitboote sein, U-Boote und Kampfflugzeuge waren nicht vorgesehen. Von deutscher Seite wurden diese Kräfte als nicht ausreichend bewertet.
Nachdem die EVG 1954 gescheitert war, begannen im Rahmen der Beitrittsverhandlungen mit der NATO Gespräche über die Gestalt der Marine. Das Oberste NATO-Kommando in Europa SHAPE legte in einem Schreiben vom 6. Juli 1955 (so genannter Schuyler-Brief des Chefs des Stabes SHAPE, des US-Generalleutnants Schuyler) die Aufgaben der Marine fest und gab einen unverbindlichen Hinweis zum militärisch für notwendig gehaltenen Umfang. Danach sollte die deutsche Marine
- dazu beitragen, feindlichen Seestreitkräften den Durchbruch in die Nordsee durch die Ostseezugänge oder den Nord-Ostsee-Kanal zu verwehren,
- zum höchstmöglichen Maße die sowjetischen Seeverbindungen in der Ostsee unterbinden,
- an der alliierten Verteidigung der deutschen Ostseeküste und der dänischen Inseln teilnehmen,
- beitragen zur Aufrechterhaltung der alliierten Seeverbindungen in den deutschen Küstengewässern und den angrenzenden Seegebieten.

Dafür wurden unter anderem 18 kleine Zerstörer, 10 Geleitboote, 54 Minensucher, 40 Schnellboote, 12 U-Boote und 58 Marineflugzeuge für erforderlich gehalten.

### Aufbauphase
Am 12. November 1955 wurde die Bundeswehr als neue Streitkräfteorganisation der Bundesrepublik Deutschland gegründet, die sich nicht an die Traditionen ehemaliger deutscher Streitkräfte anlehnte. Die Aufstellung der Teilstreitkraft Marine war deshalb ein Neuanfang, obwohl wie in anderen Teilen der Bundeswehr eine größere Zahl ehemaliger Angehöriger der Wehrmacht eingestellt wurde.
Die Aufstellung der Bundesmarine begann am 2. Januar 1956 mit einer Marinelehrkompanie deren Ausbildung vorwiegend durch Vorgesetzte der ehemals unter amerikanischer Aufsicht stehenden Labor Service Unit (LSU) geleistet wurde. Die britische und die amerikanische Marine leisteten umfangreiche Ausstattungs- und Ausbildungshilfe. Am 1. März 1956 wurde Vizeadmiral Friedrich Ruge zum Leiter der Abteilung VII – Marine im Bundesministerium der Verteidigung ernannt. Er führte ab 1. Juni 1957 die Bezeichnung Inspekteur der Marine.
Am 1. April 1956 wurde in Kiel unter Führung des Korvettenkapitäns Hans-Helmut Klose das Schnellbootlehrgeschwader aufgestellt. Am 2. Mai 1956 nahm das Kommando der Flottenbasis in Wilhelmshaven-Sengwarden den Dienst auf, am 15. Juni 1956 folgte das Kommando Seestreitkräfte unter kommissarischer Führung von Kapitän zur See Max-Eckart Wolff. Am 16. Mai 1956 wurde das 1. Schnelle Minensuchgeschwader mit zwölf Booten in Wilhelmshaven in Dienst gestellt und am 1. Juni 1956 das 2. Hochseeminensuchgeschwader mit 6 Booten in Bremerhaven.
Bereits am 1. April 1957 konnten zwei Minensuchgeschwader als erste Kräfte der Bundeswehr der NATO unterstellt werden.
Zur Bundesmarine gehörten im Herbst 1957:
- 20 Minenräumboote der Capella-Klasse (u. a. Capella, Castor, Jupiter, Mars, Merkur, Orion, Pollux, Regulus, Rigel, Saturn, Sirius, Spica)
- 2 Schnellboote des Typs 38
- 6 Schnellboote der Silbermöwe-Klasse (Eismöwe, Raubmöwe, Silbermöwe, Sturmmöwe, Wildschwan, Seeschwalbe)
- 6 Minensuchboote der Seehund-Klasse (Seeschlange, Seelöwe, Seeigel, Seehund, Seestern, Seepferd)
- 2 U-Boote der Klasse 240 (früher Klasse XXIII) (U Hai und U Hecht)
- 2 Begleitschiffe (Eider und Trave)
- 8 Schulboote (Nordwind, Falke, FM 1, FM 2, FM 3, UW 1, UW 2 und UW 3)

Am 17. Januar 1958 wurde der erste von den USA geliehene Zerstörer Anthony als Zerstörer 1 übernommen.
Später verlangsamte sich der Aufbau, und die Struktur der Marine wurde mehrfach verändert. Die 1974 eingenommene Gliederung hatte im Wesentlichen bis ins Jahr 1990 Bestand.
Über den personellen Aufbau der neuen Bundesmarine gab es erhebliche Auseinandersetzungen. Verschiedene Zirkel ehemaliger Offiziere der Kriegsmarine der Wehrmacht versuchten ihren Einfluss geltend zu machen. Auf Druck des Bundestags wurde im August 1955 ein aus Parteivertretern und Conrad Patzig als einzigem Offizier gebildetes Komitee eingesetzt, das alle Bewerber um Dienstposten oberhalb eines Kapitäns zur See auf ihr Bekenntnis zur Demokratie prüfen sollte. Bis Ende 1957 wurden 600 Bewerbungen um Funktionen bei Bundesmarine und Seegrenzschutz bearbeitet. Mehr als 85 Prozent der Bewerbungen wurden befürwortet.

## Konzeption und Aufgaben der Marine

### Das erste Jahrzehnt

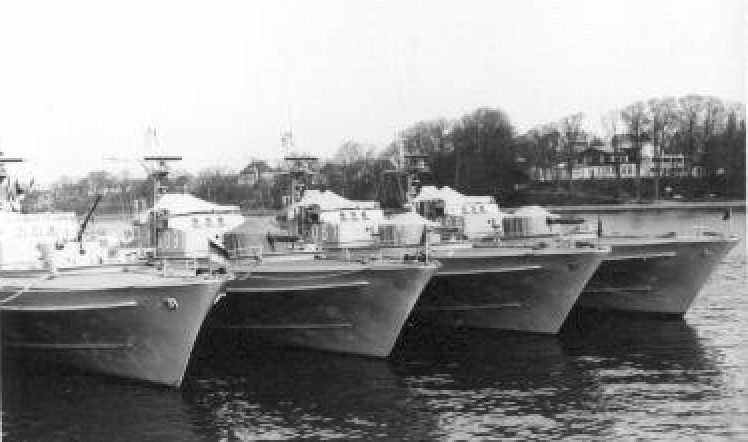
Boote des 5. Schnellbootgeschwaders im Stützpunkt Neustadt in Holstein etwa 1960

Die Bundesmarine war anders als ihre Vorgängermarinen von Anfang an als Bündnismarine nach den Vorgaben der NATO konzipiert und in diese integriert. Gleichwohl gab es zunächst noch eigene konzeptionelle Vorstellungen aus der ersten Hälfte der 1950er Jahre, die nicht mit den künftigen Verbündeten abgestimmt waren. Zwei wesentliche Faktoren hatten diese Überlegungen beeinflusst: Einerseits stellten die starken Landstreitkräfte des Ostblocks bzw. Warschauer Pakts hinter dem sogenannten Eisernen Vorhang eine Bedrohung für die Bundesrepublik dar. Andererseits beherrschten die NATO-Staaten als große Seemächte die Weltmeere. Insofern war die Landfront die Hauptsorge bei allen deutschen Verteidigungsplanungen. Deshalb zielten die ersten Überlegungen der Marine darauf ab, dass eine Landung überlegener alliierter amphibischer Kräfte im Rücken des Gegners, also etwa an der Ostseeküste der DDR, die Landfront entlasten sollte. Da den großen Seemächten nicht genügend spezielle Mittel zur Sicherung der Ostseezugänge und andere Aufgaben im Küstenvorfeld zur Verfügung standen, sollte die deutsche Marine derartige Aufgaben übernehmen, um die geplante alliierte Landung vorzubereiten und abzusichern. Das erste Beschaffungsprogramm der Marine trug dem Rechnung. Artilleriezerstörer, Schnellboote und Minensuchboote, Landungsschiffe und Sicherungstruppen wurden zur Vorbereitung einer amphibischen Operation bereitgestellt.

### Die Neuorientierung

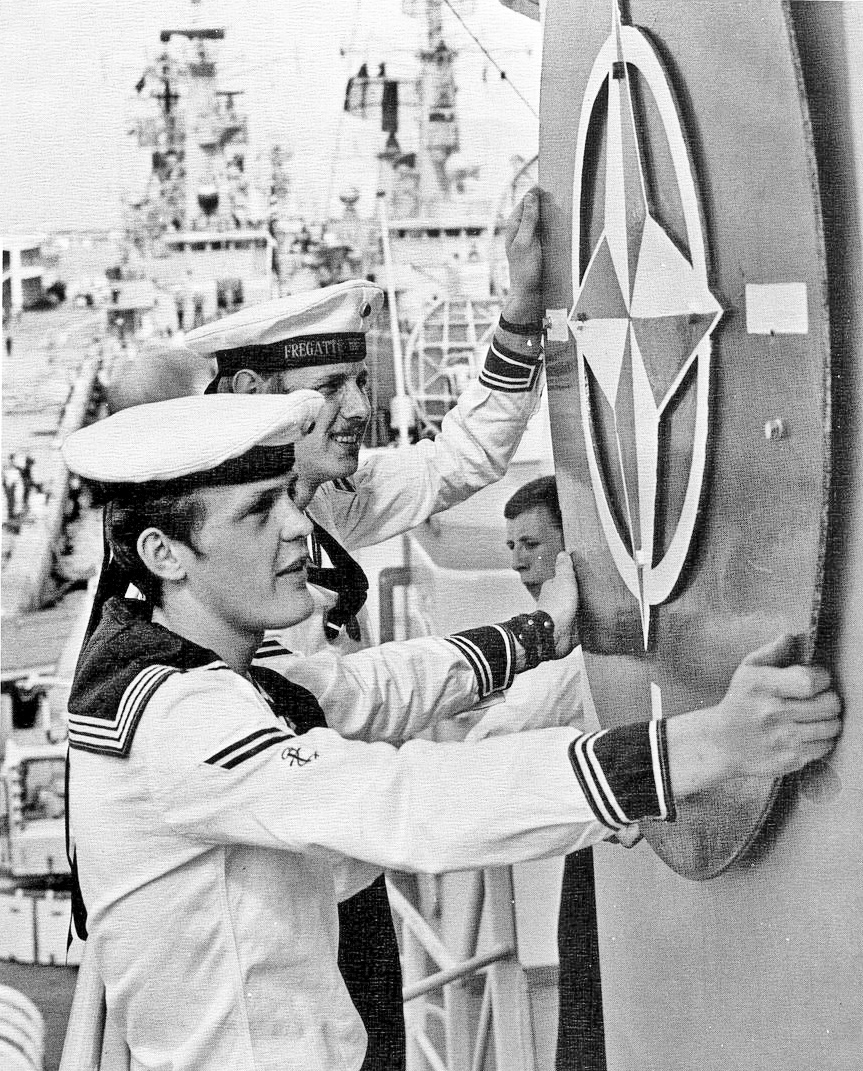
Deutsche Seeleute bringen anlässlich der Unterstellung unter die Standing Naval Force Atlantic das NATO-Symbol auf der Fregatte Braunschweig an (1972)

Bereits Anfang der 1960er Jahre stellte sich heraus, dass diese Planung unrealistisch war. Weder ließen die militärischen Kräfteverhältnisse in Europa eine solche Operation zu, noch hatten die Verbündeten die entsprechenden Absichten. Es wurde vielmehr deutlich, dass es in der Ostsee vorrangig darum gehen musste, eine sowjetische Landung gegen die deutschen und dänischen Küsten abzuwehren, die dazu hätte dienen sollen, die Ostseeausgänge für die sowjetische Marine zu öffnen.
Nach den neuen Planungen oblagen der Bundesmarine im Wesentlichen folgende Aufgaben: In der Ostsee sollte sie zusammen mit der dänischen Marine Landungen abwehren und die Ostseeausgänge für sowjetische Kriegsschiffe sperren. Wenn möglich sollte die Ostsee für den gesamten gegnerischen Seeverkehr gesperrt werden, um die Verstärkung und Versorgung der Landstreitkräfte auf diesem Wege zu unterbinden. In der Nordsee sollte die Bundesmarine einen Beitrag zur Sicherung der eigenen Seewege leisten, damit im Krieg alliierte Verstärkungen sicher in deutsche, dänische und niederländische Häfen transportiert werden konnten.
Nach und nach erhielt die Marine in den 1970er und 1980er Jahren neues Material, das für diese Aufgaben ausgelegt war. Dazu gehörten unter anderem 40 moderne Flugkörper-Schnellboote, 24 U-Boote, sehr moderne Minensysteme, 112 Jagdbomber TORNADO und acht Fregatten mit Hubschraubern. Mit den Kräften in der Ostsee, die etwa zwei Drittel der Marine ausmachten, und zusammen mit der – sehr viel kleineren – dänischen Marine gelang es, ein System der Verteidigung in der Tiefe aufzubauen, das einen gegnerischen Landungsverband auf dem Weg durch die ganze Ostsee kontinuierlich hätte bekämpfen können.
Entsprechend ihrer Aufgabenstellung hatte das Operationsgebiet der Bundesmarine zunächst nur Nord- und Ostsee umfasst, wobei die Linie Dover–Calais im Westen und der 60. Breitenparallel im Norden die Grenze für Einsatzplanungen, jedoch nicht für Ausbildungsreisen bildeten. Diese nationale Einsatzbeschränkung wurde im Juni 1980 aufgehoben. Als Einsatzgebiet galt nunmehr der gesamte so genannte Nordflankenraum der NATO.
Eine Besonderheit stellten die Aufgaben dar, die die Marine gemäß den Planungen der 1959 aufgestellten Organisation Live Oak zu leisten hatte. Diese Organisation der drei westlichen Alliierten sollte die Sicherheit West-Berlins durch militärische Maßnahmen sicherstellen. Während sich die Alliierten im Falle einer Berlin-Krise Operationen entlang der Transitwege selber vorbehielten, sollte sich die Bundesmarine an Maßnahmen gegen den Seeverkehr der Staaten des Warschauer Pakts beteiligen, um Druck auf die Sowjetunion auszuüben.

### Der Weg zur Flotte 2005
Drei Entwicklungen ließen die Marineführung Mitte der 1980er Jahre erkennen, dass es einer weiteren Neuorientierung bedürfe. Erstens deutete sich bald nach dem Regierungsantritt Michail Gorbatschows in der Sowjetunion an, dass sich die Bedrohungslage in Europa zu verändern begann. Der Wegfall der amphibischen Bedrohung in der Ostsee würde eine völlige Umstellung der Marine erfordern. Zweitens zeichneten sich neue Konflikte außerhalb des NATO-Bereichs ab, die zumindest indirekt Einfluss auf Deutschland haben würden. Bereits während des 1. Golfkrieges hatten die Verbündeten 1987 so viele Schiffe aus dem Mittelmeer in die Golfregion verlegt, dass die Bundesmarine mit einem Verband aushelfen musste, ein mögliches Machtvakuum im Mittelmeer auszugleichen. Seitdem ist sie dort permanent präsent. Drittens würde es nicht möglich sein, die noch aus den Anfangsjahren stammenden, in großer Zahl beschafften Waffensysteme eins zu eins durch komplexe moderne Systeme zu ersetzen. Insbesondere die vielen Minensuchboote der ersten Generation, die inzwischen hauptsächlich als Minenleger eingesetzt wurden, waren auszusondern und durch moderne Minenabwehrfahrzeuge zu ersetzen.
Die neuen Überlegungen waren 1990 zum Zeitpunkt der deutschen Wiedervereinigung schon weit fortgeschritten, so dass der Inspekteur der Marine, Vizeadmiral Hans-Joachim Mann, bereits 1991 das Konzept Flotte 2005 für die Fortentwicklung der Deutschen Marine vorlegen konnte.

## Organisation
| Jahr | Personalstärke |
| ---- | -------------- |
| 1964 | 29.684         |
| 1971 | 32.135         |
| 1974 | 35.222         |
| 1976 | 34.222         |
| 1980 | 35.223         |
| 1983 | 34.939         |
| 1987 | 34.671         |
| 1991 | 30.076         |
| 1996 | 26.959         |
| 2001 | 21.801         |

### Struktur
Die Marine als Teilstreitkraft der Bundeswehr wird vom Inspekteur der Marine im Bundesministerium der Verteidigung geführt. Er wird durch den Führungsstab der Marine unterstützt. Die Spitzengliederung der Marine hat sich im Laufe der Zeit mehrfach geändert. Die erste Organisation, die von 1956 bis Ende 1960 bestanden hat, gliederte sich in vier Kommandobereiche:
- Kommando der Seestreitkräfte (ab 1958: Kommando der Flotte) in Wilhelmshaven
- Kommando der Flottenbasis in Wilhelmshaven
- Kommando der Marineausbildung in Kiel
- Schiffserprobungskommando

Ab Anfang 1961 erfolgte eine erste Umgliederung, nachdem es gelungen war, die Einbindung der Bundesmarine in die Führungsorganisation der NATO zu verbessern (zur Führungsorganisation siehe auch Flottenkommando). Danach gliederte sich die Marine wie folgt:
- Flottenkommando in Glücksburg-Meierwik
- Kommando der Flottenbasis in Wilhelmshaven
- Zentrales Marinekommando in Wilhelmshaven

Eine weitere Änderung trat 1965 in Kraft, als das Zentrale Marinekommando und das Kommando der Flottenbasis zum Marineamt mit Sitz in Wilhelmshaven zusammengefasst wurden. Bereits 1972 wurde beschlossen, diese Änderung weitgehend wieder rückgängig zu machen und eine neue Struktur zu schaffen, die der vorherigen ähnlich war. Sie trat 1974 in Kraft und gliederte sich in drei Säulen, jeweils geführt von einer Höheren Kommandobehörde:
- Flotte geführt vom Flottenkommando
- Marineunterstützungskommando
- Marineamt

Diese Struktur hatte im Wesentlichen bis zum Jahr 2000 Bestand.

### Gliederung

#### Flottenkommando
Dem Flottenkommando unterstanden die schwimmenden und fliegenden Kampfverbände, die schwimmenden Unterstützungsverbände und Einrichtungen der Marineführungsdienste. Dazu gehörten (Stand etwa 1985):
- 17 Zerstörer und Fregatten
- 5 U-Jagd-Boote

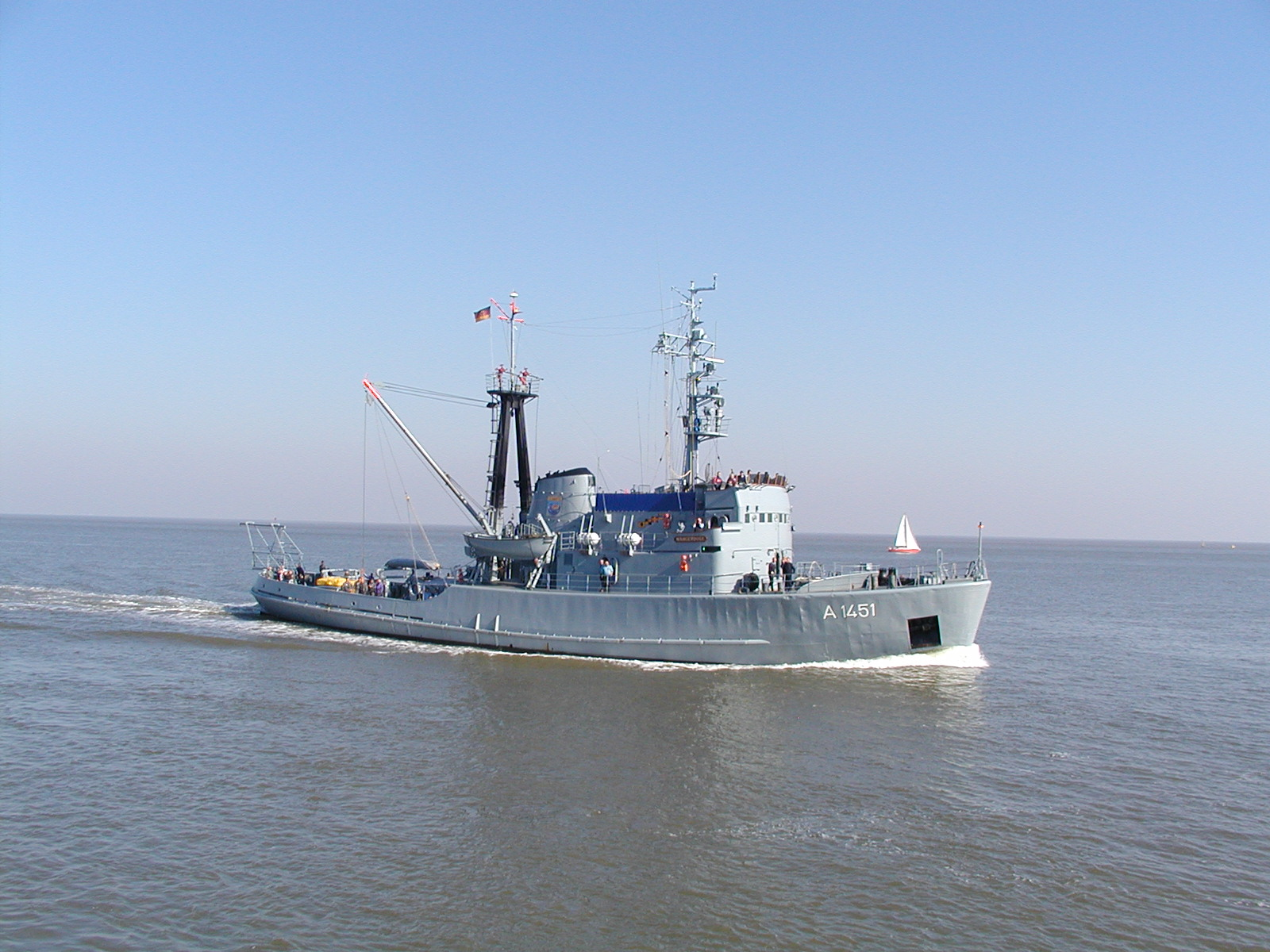
Hilfsschiff Seeschlepper Wangerooge

- 60 Minensuchboote und andere Minenabwehrfahrzeuge
- 40 Schnellboote
- 24 U-Boote
- 22 Landungsboote
- 30 Hilfsschiffe
- 110 Jagdbomber
- 20 Seefernaufklärer
- 20 leichte Transportflugzeuge
- 35 Hubschrauber
- Kampfschwimmer und Minentaucher
- Fernmelde- und Aufklärungseinheiten an Land

#### Marineunterstützungskommando

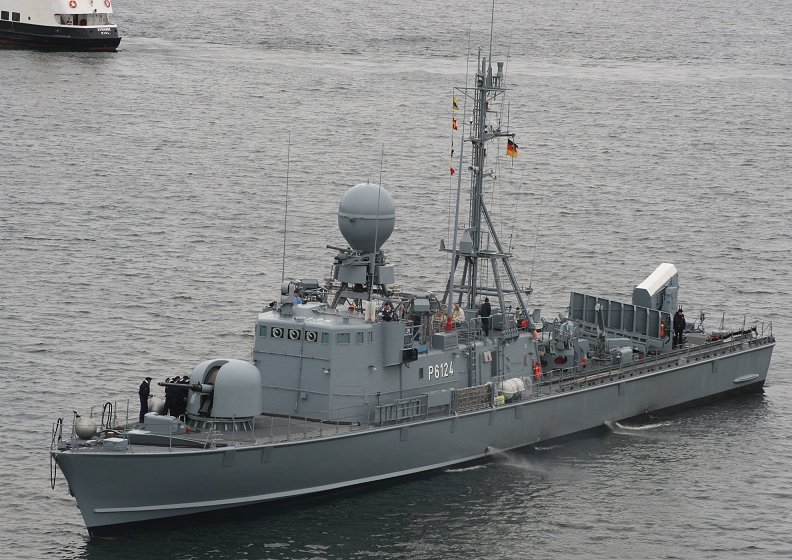
Schnellboot S 74 Nerz (Gepard-Klasse, 7. Schnellbootgeschwader, zur Zeit der Bundesmarine stationiert in Kiel)

Das Marineunterstützungskommando (MUKdo) war für die logistische Unterstützung der Marine verantwortlich. Es unterstützte das Flottenkommando in der Herstellung und Erhaltung der Einsatzfähigkeit der Flotte. Ihm unterstanden die Marinestützpunkte, Transportkräfte und Depots.

#### Marineamt
Das Marineamt war für Grundsatzaufgaben in den Bereichen Rüstung, Sanitätsdienst und Geophysik und die Personalbearbeitung für Mannschaften und Unteroffiziere zuständig. Dem Marineamt unterstanden die Schulen der Marine, die Stammdienststelle der Marine (SDM) und zeitweise das Marinesicherungsregiment mit den Marinesicherungsbataillonen, die auch begrenzt für amphibische Operationen eingesetzt werden konnten.
Schulen und Ausbildungseinrichtungen des Marineamts
- Marineschule Mürwik in Flensburg-Mürwik
- Marineunteroffizierschule in Plön
- Marinefernmeldeschule (MFmS) in Flensburg mit Lehrgruppe Grundausbildung in Eckernförde
- Marineküstendienstschule (MKüDstS) in Großenbrode mit Lehrgruppe Grundausbildung in Glückstadt
- Marineortungsschule in Bremerhaven mit Lehrgruppe Grundausbildung in Drangstedt
- Marineversorgungsschule (MVS) in List auf Sylt
- Marinewaffenschule (MWaS) mit Lehrgruppe A in Eckernförde und Lehrgruppe B Kappeln/Schlei
- Technische Marineschule I (TMS I) in Kiel-Wik mit Schiffssicherungslehrgruppe in Neustadt (Holstein)
- Technische Marineschule II (TMS II) in Bremerhaven mit Lehrgruppe Grundausbildung in Brake/Unterweser
- Seemannschaftslehrgruppe auf Borkum, siehe Marinestützpunkt Borkum
- Marinefliegerlehrgruppe in Westerland auf Sylt (bis 1980 der Marinefliegerdivision unterstellt)

### Stationierung
Die Stationierung der Marine trug der nuklearen Bedrohung im Kalten Krieg Rechnung. Stützpunkte, Fliegerhorste und sonstige Dienststellen waren entlang der gesamten Nord- und Ostseeküste auf viele Standorte verteilt, darunter als größere von West nach Ost:
- Borkum (Stützpunkt, Seemannschaftslehrgruppe)
- Wilhelmshaven (Marineamt, MUKdo, Stützpunkt, SDM, Marinetransportbataillon 2 und andere)
- Brake (4. MAusBtl. 4 Grundausbildung) Ab 1973 (Technische Marineschule Lehrgruppe Grundausbildung)
- Bremerhaven (Marineortungsschule, Technische Marineschule II)
- Nordholz bei Cuxhaven (Fliegerhorst)
- Sylt (Schulen, Flugplatz)
- Flensburg und Glücksburg (Stützpunkt mit Schulen, Aufklärungseinheiten (vgl. Waldsiedlung Tremmerup und das Flottenkommando in Meierwik))
- Schleswig (Fliegerhorst)
- Tarp (Fliegerhorst)
- Eckernförde (Stützpunkt, Marinefernmeldeschule und Marineunterwasserwaffenschule, später Marinewaffenschule)
- Kappeln-Ellenberg (Stützpunkt Olpenitz, Marineartillerieschule, später Marinewaffenschule)
- Kiel (Stützpunkt, Fliegerhorst, Marinefliegerdivision, Schifffahrtsmedizinisches Institut, Marinemusikkorps Ostsee, Technische Marineschule I und andere)
- Plön (Marineunteroffizierschule)
- Neustadt in Holstein (Stützpunkt BGS See, U-Boot-Lehrgruppe und Schiffssicherungslehrgruppe)

Das Personal Bundesmarine bestand aus etwa 38.000 Soldaten und mehreren tausend zivilen Bediensteten.

## Hauptwaffensysteme der Bundesmarine
Die Wiederbewaffnung Deutschlands erfolgte unter Auflagen, die in den Zusatzprotokollen zum Vertrag über die Westeuropäische Union (WEU) enthalten waren. Sie sahen als Beschränkungen für die deutsche Marine unter anderem eine Obergrenze der Standardverdrängung für Kriegsschiffe von 3.000 ts und für U-Boote von 350 ts vor. Die Auflagen wurden mehrfach zugunsten Deutschlands modifiziert und entfielen 1984 endgültig. Die letzten Schiffe, bei deren Entwurf die WEU-Beschränkungen noch zu beachten waren, waren die Fregatten der Bremen-Klasse, die zwischen 1982 und 1990 in Dienst gestellt wurden.

### Die Erstausstattung

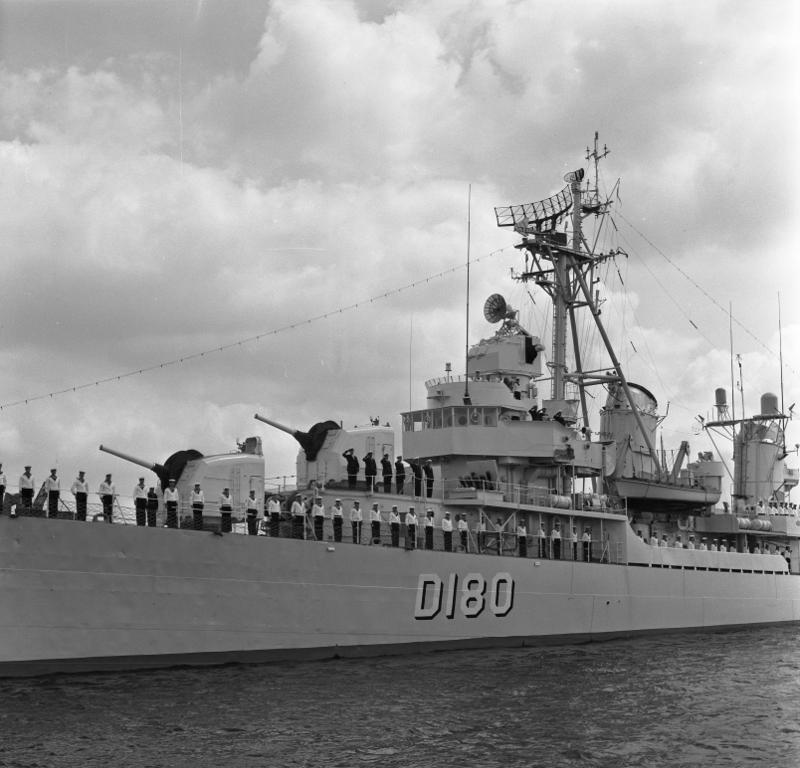
Der Zerstörer Z 6 der Klasse 119 1962

Bei ihrer Aufstellung 1956 konnte die Bundesmarine eine Anzahl kleinerer Fahrzeuge mit Personal aus bestehenden deutschen Seeverbänden wie dem Seegrenzschutz, dem Seezoll und der unter amerikanischer Führung stehenden Arbeitsdienstgruppe „B“ (Labor Service Unit „B“/LSU B) zurückgreifen. Dabei handelte es sich vornehmlich um Wach- und 24 Minenräumboote, die zum großen Teil aus erbeuteten Beständen der Kriegsmarine stammten. Außerdem konnten drei Schnellboote des British Baltic Fishery Protection Service (auch bekannt als Schnellbootgruppe Klose) übernommen werden, die ab 1951 für den Seegrenzschutz gebaut, jedoch von den Alliierten als unerlaubte Kriegswaffen unter eigene Kontrolle genommen worden waren. Auch sie hatten deutsches Personal und waren von dem späteren Befehlshaber der Flotte Hans-Helmut Klose geführt worden. Aus französischen Beständen konnten einige Hochseeminensuchboote der Kriegsmarine zurückgekauft werden. Außerdem wurden sechs Küstenminensuchboote (Vegesack-Klasse) auf französischen Werften für die Bundesmarine gebaut.
Die beiden Schiffe Eider (A50) und Trave (A51), zwei ehemalige kanadische Korvetten des neugebildeten Ausbildungsgeschwaders Kiel der Bundesmarine, liefen im November 1956 zur ersten Auslands-Ausbildungsfahrt nach Den Helder (Niederlande), Portsmouth (Großbritannien) und Ostende (Belgien) aus. Beide Schwesterschiffe wurden zuvor vom Seegrenzschutz übernommen.

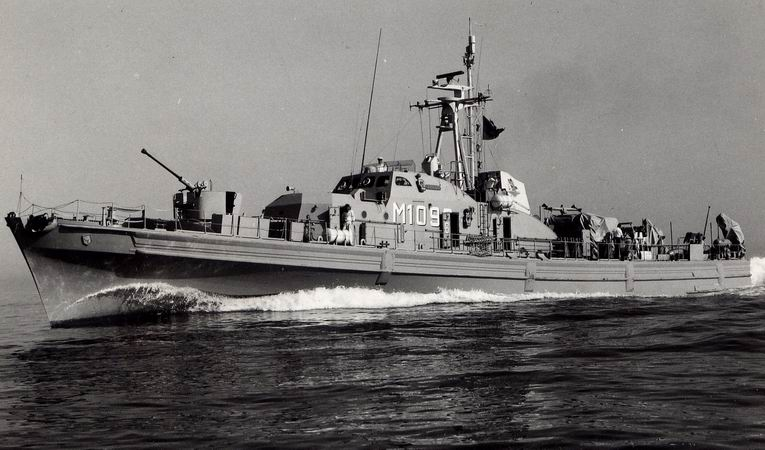
Schnelles Minensuchboot Fische der Schütze-Klasse, aufgenommen 1972

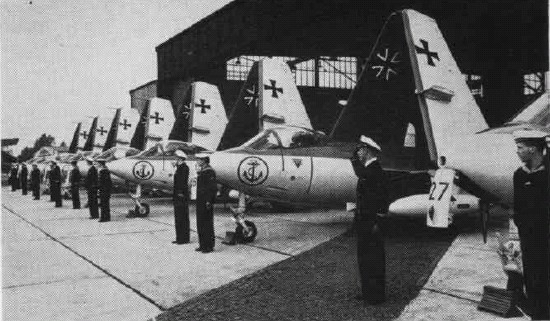
Indienststellung der Sea Hawk beim MFG 1 in Jagel 1958

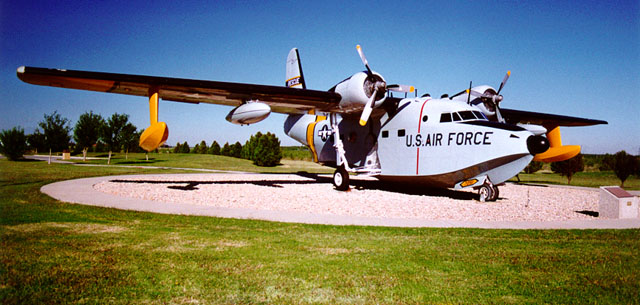
Grumman Albatros

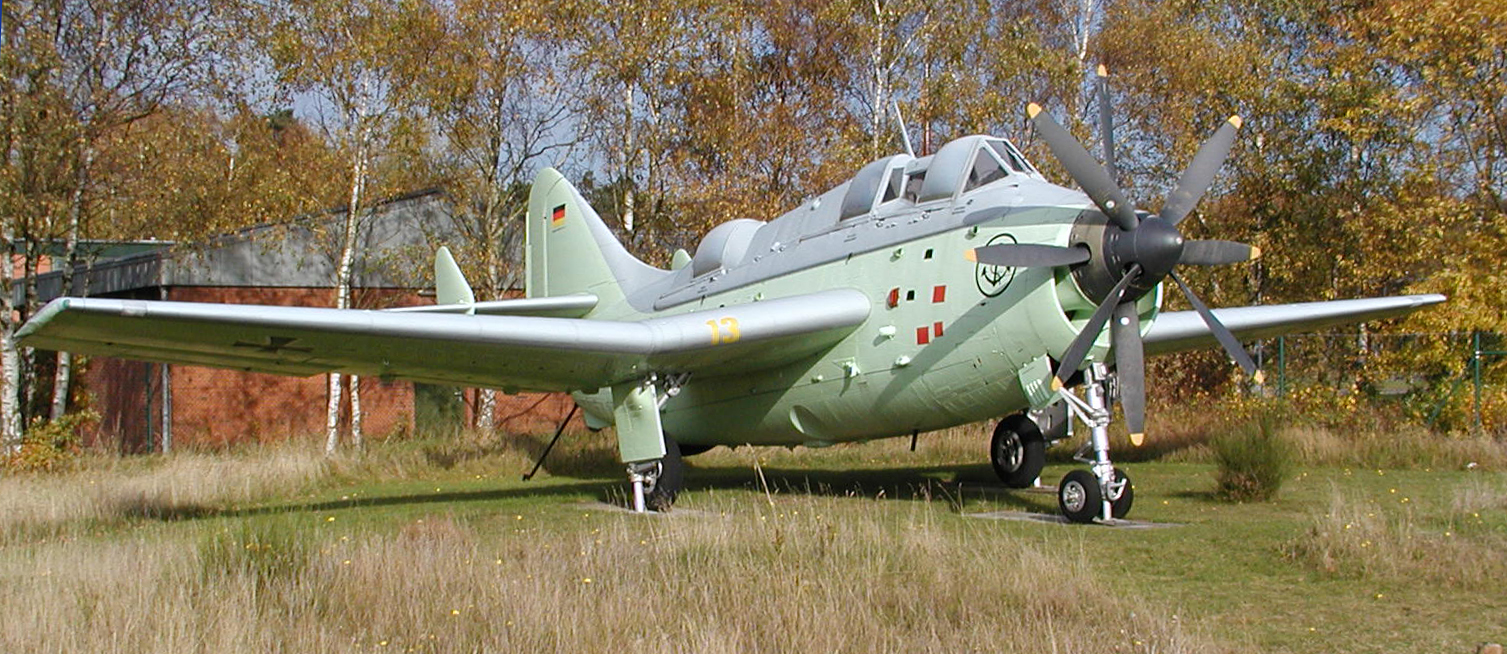
Fairey Gannet

Als erste Unterseeboote wurden für die neue Marine drei gegen Ende des Zweiten Weltkrieges selbst versenkte deutsche U-Boote gehoben, vollständig überholt und für Ausbildung und Erprobung in leicht veränderter Ausführung als U-Hecht (S 171), U-Hai (S 170) und Wilhelm Bauer (Y 880) in Dienst gestellt.
Die ersten größeren Schiffe wurden von der britischen und der US-Marine übernommen. Die Royal Navy lieferte einige Korvetten und kleinere Fregatten, die als Schulfregatten der Ausbildung des neuen Personals dienten und alle nach weniger als zehn Jahren außer Dienst gestellt wurden. Aus den Vereinigten Staaten stammten die ersten sechs Zerstörer der Bundesmarine (Fletcher-Klasse) und eine Anzahl von Landungsschiffen.
Unmittelbar nach der Neuaufstellung wurde außerdem eine Anzahl neuer Schiffstypen (sog. Typ 55) bei deutschen Werften in Auftrag gegeben. Dazu gehörten
- 4 Zerstörer der Hamburg-Klasse
- 6 Geleitboote (Fregatten) der Köln-Klasse
- 18 Minensuchboote der Lindau-Klasse
- 30 Schnelle Minensuchboote der Schütze-Klasse
- 8 Wachboote (später Binnenminensuchboote) der Ariadne-Klasse
- 5 Torpedofangboote (später: U-Jagdboote) der Thetis-Klasse
- 30 Schnellboote der Jaguar-Klasse
- 12 U-Boote der Klasse 205
- eine größere Zahl von Tendern und Hilfsschiffen.

Fast alle Marineflugzeuge der ersten Jahre wurden im Ausland beschafft, wobei Großbritannien der Hauptlieferant war. Zur Erstausstattung gehörten (übliche Bezeichnung kursiv):
- 68 Mehrzweckkampfflugzeuge Hawker Sea Hawk Mk.101
- 16 U-Jagdflugzeuge Fairey Gannet AS.4
- 4 Transportflugzeuge Hunting-Percival Pembroke C.54
- 12 Schulflugzeuge Fouga Magister CM170R
- 5 Amphibienflugzeuge Grumman HU-16C Albatross
- 15 Verbindungsflugzeuge Dornier Do 27
- 10 leichte Transporthubschrauber Bristol B 171 Sycamore Mk.14
- 20 Rettungshubschrauber Sikorsky UH-34G

### Die Modernisierung der 1960er und 1970er Jahre

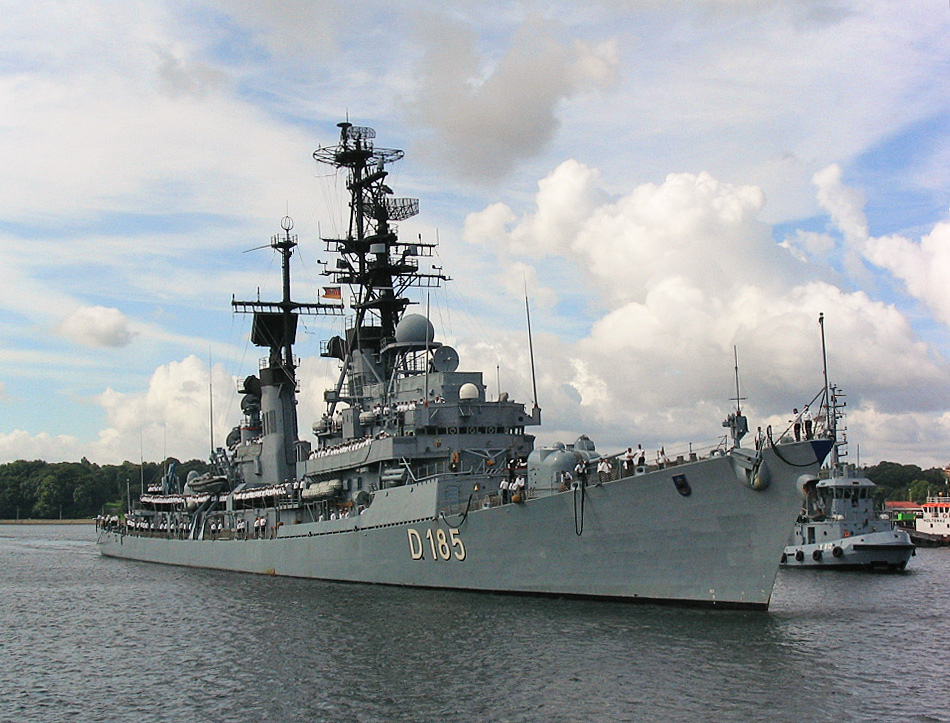
Zerstörer Lütjens, letzter Bauzustand

Es zeigte sich schnell, dass die Erstausstattung den Anforderungen an moderne Seekriegsmittel nicht entsprach. Zum einen handelte es sich um veraltetes Material, das zum Teil noch aus dem Zweiten Weltkrieg stammte, zum anderen erwiesen sich die ersten konzeptionellen Überlegungen der Marineführung als unrealistisch, auf denen die erste Beschaffungsplanung basiert hatte (s. o. Konzeption und Aufgaben der Marine). Außerdem hatte die sowjetische Marinerüstung bereits Ende der 1950er Jahre bedeutende Fortschritte bei der Entwicklung von Seezielflugkörpern gemacht und damit eine Bedrohung aufgebaut, die der Ausrüstung der Bundesmarine weit überlegen war. Schließlich hatte es sich auch gezeigt, dass die deutsche Werftindustrie während der Nachkriegszeit den Anschluss an die moderne Marinerüstung verloren hatte und zum Bau komplexer Waffensysteme nur mit Einschränkungen fähig war. Deshalb wurden Flugkörperzerstörer aus den USA beschafft, Schnellboote mit Seezielflugkörpern aus Frankreich und Fregattenentwürfe aus den Niederlanden.
Zugleich wurden die begonnenen eigenen Neubauprogramme fortgesetzt, wenn auch nicht immer in dem ursprünglich vorgesehenen Umfang. Bei den U-Booten der Klasse 201 gab es große Probleme mit dem Baustahl und die ersten Boote wurden zur Klasse 205 umgebaut, die Beschaffung der leistungsfähigeren Klasse 206 eingeleitet.

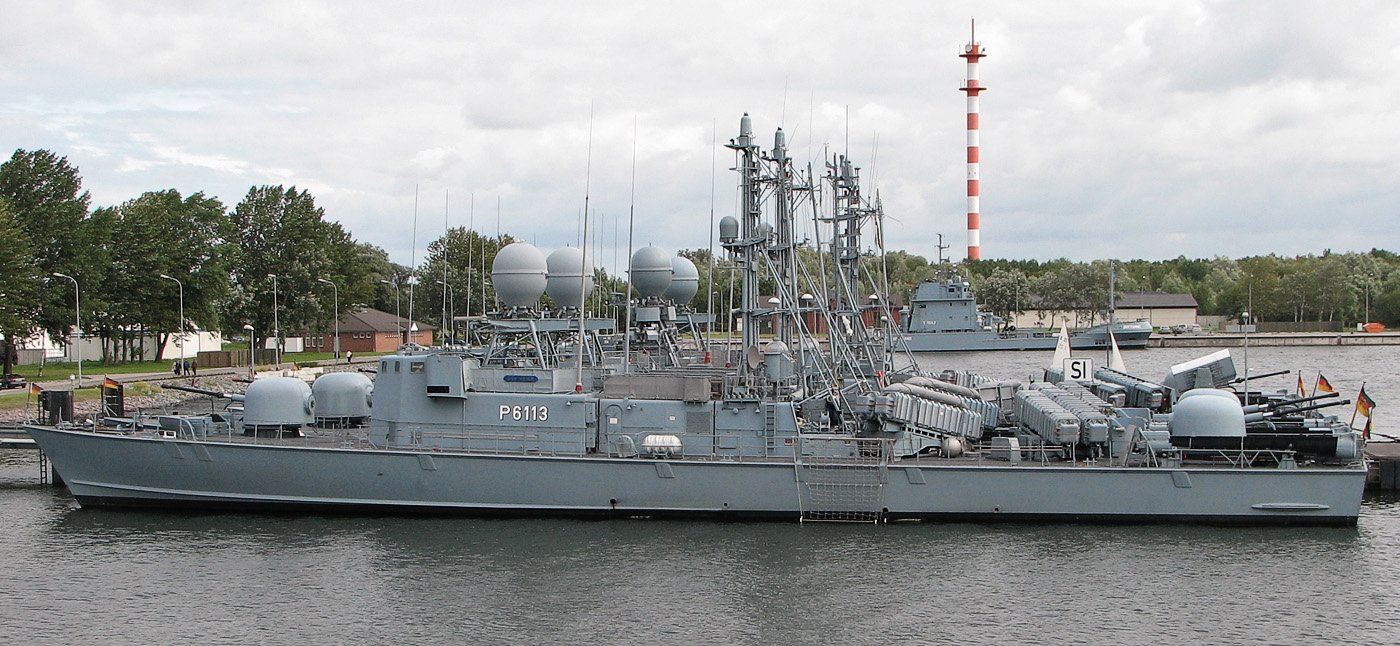
Flugkörperschnellboote der Albatros-Klasse

Wesentliche Schiffsbeschaffungen dieser Zeit waren:
- 3 Flugkörperzerstörer der Lütjens-Klasse
- 18 U-Boote der Klasse 206
- 10 Torpedoschnellboote der Zobel-Klasse
- 20 Flugkörperschnellboote der Tiger-Klasse
- 10 Flugkörperschnellboote der Albatros-Klasse
- 10 Binnenminensuchboote der Frauenlob-Klasse
- 8 Versorger der Lüneburg-Klasse

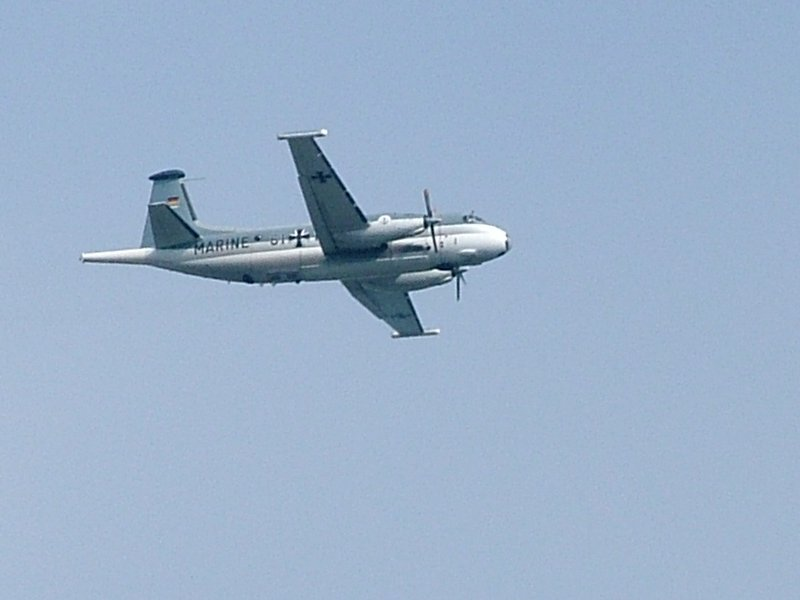
Bréguet Atlantic

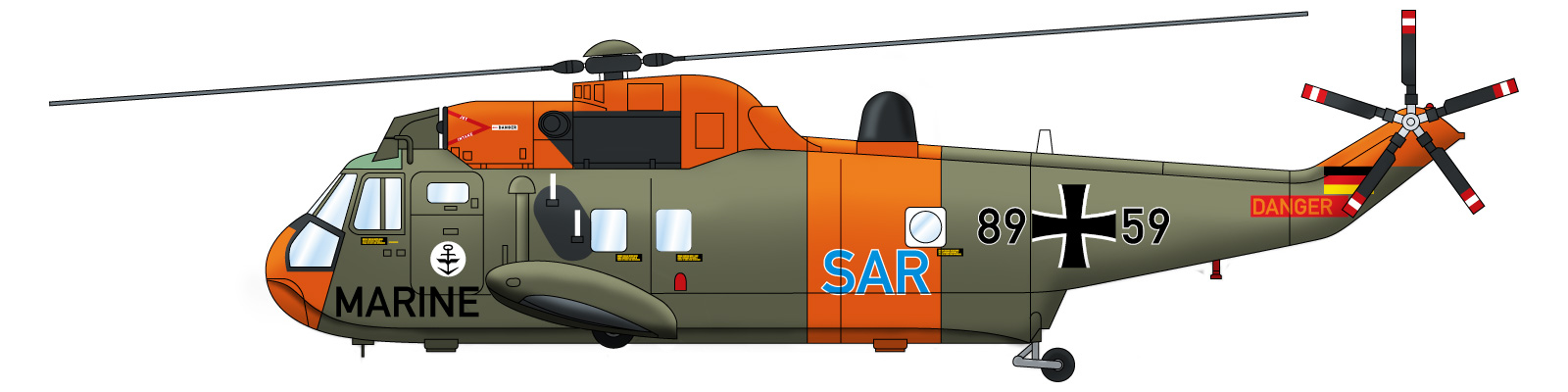
Westland SeaKing Mk.41 des MFG5

Der Flugzeugbestand der Marine wurde fast vollständig ausgetauscht. Neu beschafft wurden:
- 127 Jagdbomber Lockheed F-104G Starfighter, darunter 1 Staffel Aufklärer
- 20 Seefernaufklärer Bréguet 1150 Atlantic, davon 5 für elektronische Aufklärung
- 22 Seenotrettungshubschrauber (später auch Kampf- und Transporthubschrauber) Westland SeaKing Mk 41
- 20 Transport- und Verbindungsflugzeuge Dornier Do 28 D-2 Skyservant

Erhebliche Neuerungen gab es auch bei der Ausrüstung. Dazu gehörten eine Anzahl von Flugkörpersystemen (Schiff – Schiff; Schiff – Luft; Luft – Schiff), drahtgelenkte Torpedos für U-Boote und Schnellboote und moderne Führungssysteme einschließlich des Datenaustauschsystems Link 11. Mit diesen neuen Systemen bekam die Bundesmarine – und mit ihr die deutsche Industrie – Anschluss an moderne Rüstungstechnik. In einigen Gebieten, insbesondere im Bereich der küstennahen Kriegführung, erlangte sie sogar eine führende Stellung.

### „Die dritte Generation“

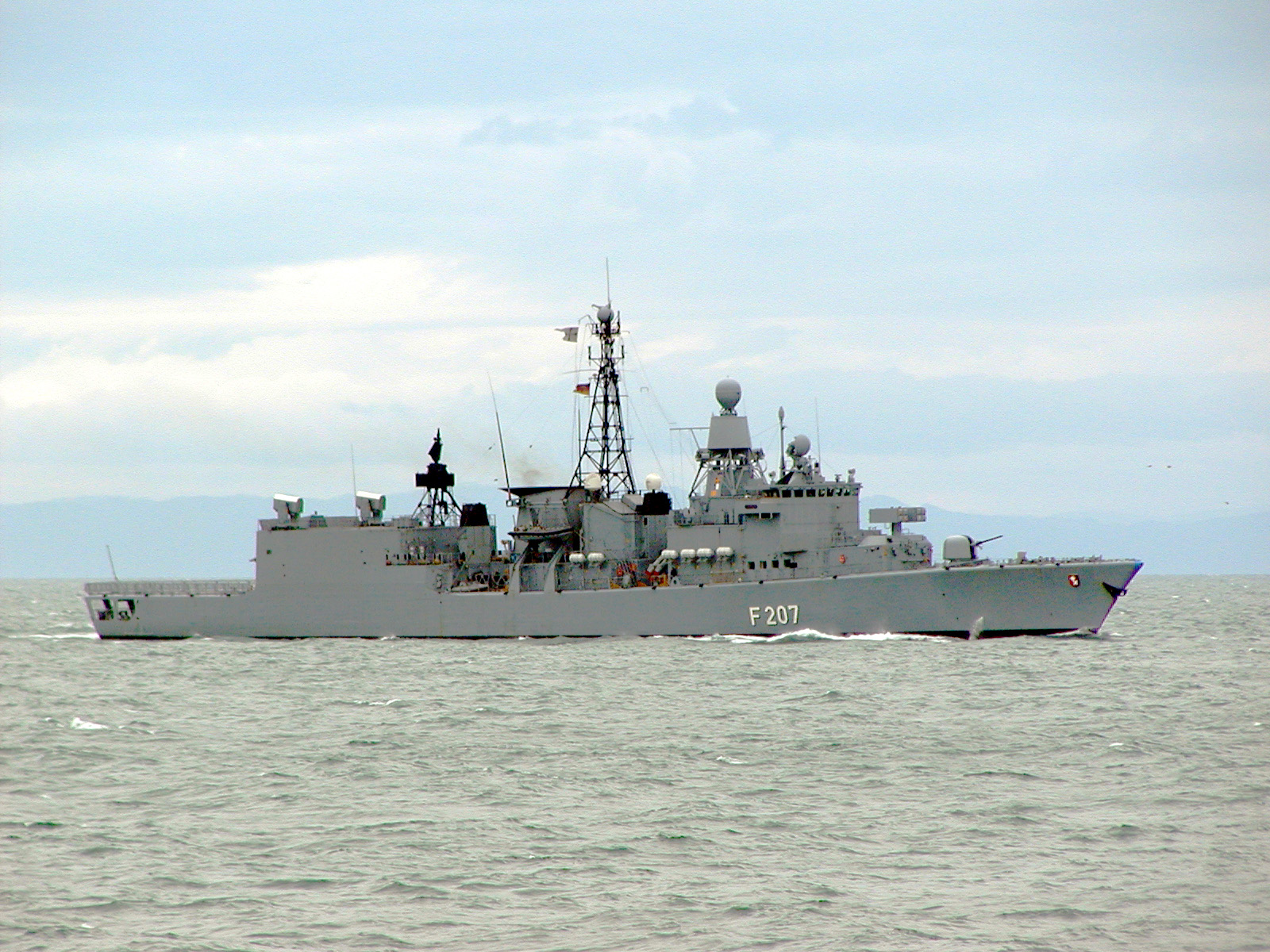
Fregatte Bremen

In den 1980er Jahren wurde die Modernisierung fortgesetzt, wobei es jetzt vorrangig um den Ersatz der ersten Nachkriegsbauten ging. Dabei war klar, dass die in großer Zahl gebauten recht einfachen Systeme nicht Stück für Stück gegen technisch aufwändige Neubauten würde ersetzt werden können.
Zu den Neubauten dieser Periode gehören:
- 8 Fregatten der Bremen-Klasse
- 10 Flugkörperschnellboote der Gepard-Klasse
- 10 Minenkampfboote der Hameln-Klasse
- 3 Flottendienstboote (Aufklärungsschiffe) der Oste-Klasse

Außerdem wurden die Küstenminensuchboote der Lindau-Klasse modernisiert. 12 Boote wurden zu Minenjagdbooten umgebaut und 6 Boote zu Führungsbooten für das Fernlenkräumsystem Troika. Hinzu kamen moderne Seeminen zur Abwehr gegnerischer Landungen.
Als neue Luftfahrzeuge wurden eingeführt:

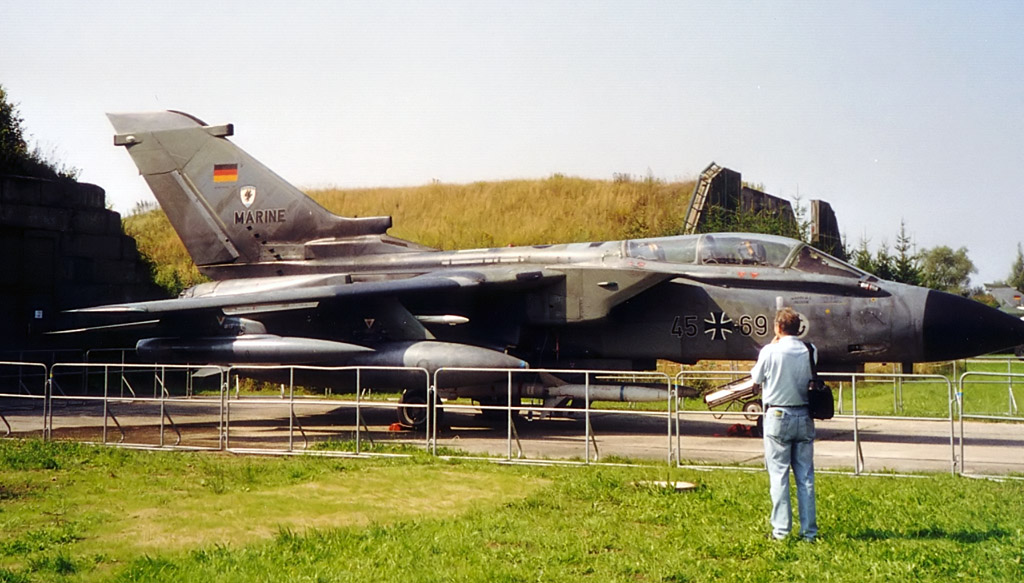
Marinejagdbomber Tornado

- 112 Mehrzweckkampfflugzeuge Panavia Tornado
- 12 (später mehr) Bordhubschrauber Westland „Sea Lynx“ Mk 88

Mit den modernen Fregatten und ihren Bordhubschraubern gelang es der Bundesmarine, auch bei den größeren Kriegsschiffen das technische Niveau der größeren westlichen Marine zu erreichen. Die Tornados brachten gegenüber dem Starfighter eine erhebliche Steigerung an Kampfkraft und Reichweite mit sich. Die Schiffe, Boote und Flugzeuge erhielten eine erheblich umfangreichere elektronische Ausstattung, die auch auf älteren Fahrzeugen teilweise nachgerüstet wurde. Ende der 80er Jahre hatte die Marine eine Ausrüstung beschafft, die für ihre Hauptaufgaben in Nord- und Ostsee optimiert war.

### Fernmeldeorganisation

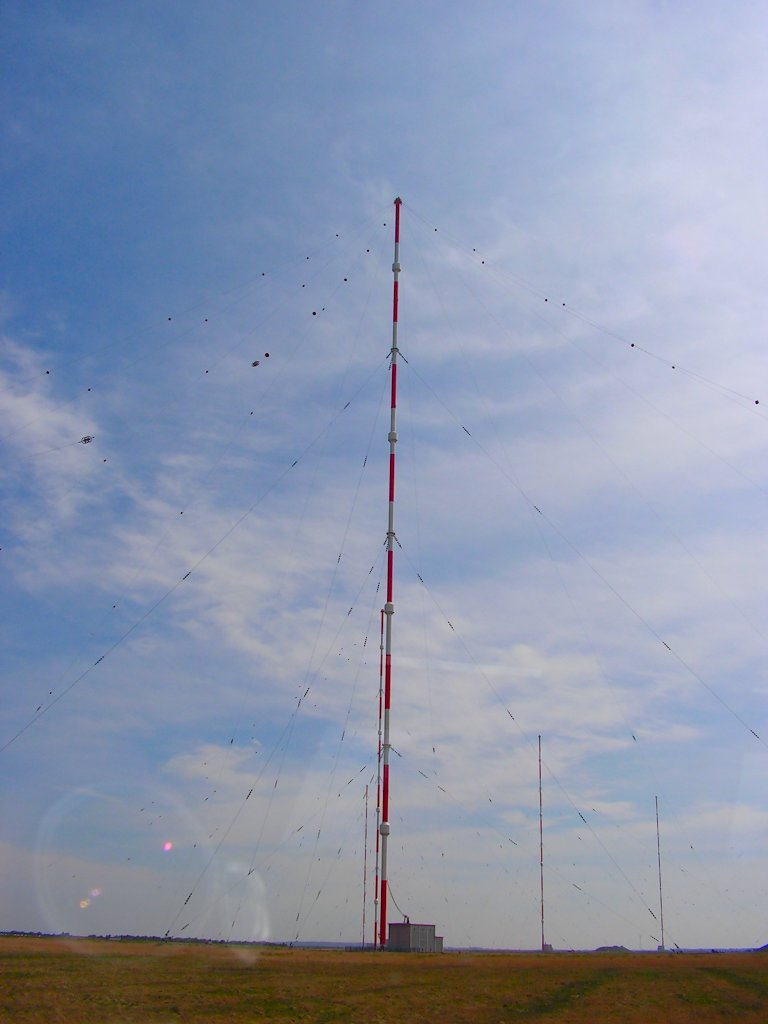
Marinefunksendestelle Rhauderfehn

Die Bundesmarine verfügte außerdem über ein eigenes Fernmeldesystem mit einer Küstenradarorganisation und einer starken elektronischen Aufklärungskomponente. Diese Kräfte unterstanden dem Marineführungsdienstkommando.
Wichtigste Sendeanlagen waren:
- Marinefunksendestelle Rhauderfehn in Saterland
- Marinefunksendestelle Glücksburg in Glücksburg
- Marinefunksendestelle Neuharlingersiel in Neuharlingersiel

## Bilanz
Nachdem sich erste konzeptionelle Ansätze für einen deutschen Marinebeitrag zum Bündnis nicht als realistisch erwiesen hatten, gelang es ab den 1970er Jahren, eine schlagkräftige Marine aufzubauen, die von ihren möglichen Gegnern in der Ostsee sehr ernst genommen wurde.
Die Sowjetunion musste erkennen, dass ihre Ostseeflotte nicht im Nordatlantik würde operieren können. Deshalb wurden die großen Schiffe und viele U-Boote im Nordmeer stationiert (siehe Nordflotte). Dort musste, fern der industriellen Zentren Russlands, eine neue Infrastruktur geschaffen werden. Die klimatischen Bedingungen beanspruchten Menschen und Material in außergewöhnlichem Maße. In der Ostsee wurde die U-Boot-Bedrohung, die sich gleichermaßen gegen Nachschubtransporte für die Landstreitkräfte wie gegen Landungsverbände richtete, als sehr ernst angesehen. Den 30 westlichen U-Booten (24 deutschen und sechs dänischen) mit zusammen weniger als 1.000 Mann Besatzung wurden 75 U-Jagd-Schiffe und 150 spezielle Flugzeuge und Hubschrauber mit etwa 15.000 Mann entgegengestellt. Damit hat sich das Konzept der Bundesmarine als sehr effizient erwiesen.
1989–1990 endete die Konfrontation zwischen West und Ost, in deren Szenario die Bundesmarine ihren festen Platz hatte. Jedoch schon vor der Wiedervereinigung am 3. Oktober 1990 wurde sie mit den neuen Aufgaben konfrontiert, die auf die Streitkräfte zukamen. Am 16. August 1990 lief der Minenabwehrverband zur Operation Südflanke zum ersten der neuartigen Auslandseinsätze der Bundeswehr ins Mittelmeer aus. Mit den seit 1990 eingetretenen Veränderungen hat die Deutsche Marine neue Aufgaben bekommen.